# João de Lucca
João Bevilaqua de Lucca, född 6 januari 1990, är en brasiliansk simmare.
de Lucca tävlade i tre grenar för Brasilien vid olympiska sommarspelen 2016 i Rio de Janeiro. Han blev utslagen i försöksheatet på 200 meter frisim och var en del av Brasiliens lag som slutade på 5:e plats på 4x100 meter frisim samt blev utslagna i försöksheatet på 4x200 meter frisim.